# Mistrzostwa Świata w Hokeju na Lodzie 2021
85. Mistrzostwa Świata w Hokeju na Lodzie 2021 organizowane przez Międzynarodową Federację Hokeja na Lodzie (IIHF). Pierwotnie miały się odbyć na Białorusi, jednak decyzją IIHF ze stycznia 2021 prawo organizacji turnieju zostało odebrane temu państwu, a wkrótce potem ogłoszono gospodarzem Łotwę.

## Elita
Turniej Elity rozgrywany był w dniach od 21 maja do 6 czerwca 2021 roku w Rydze, stolicy Łotwy. Wzięły w nim udział następujące reprezentacje:
- Białoruś,
- Czechy,
- Dania,
- Finlandia,
- Kanada,
- Kazachstan,
- Łotwa (gospodarz),
- Niemcy,
- Norwegia,
- ROC[a],
- Słowacja,
- Stany Zjednoczone,
- Szwajcaria,
- Szwecja,
- Wielka Brytania,
- Włochy.

## Dywizje
Postanowieniem IIHF z listopada 2020 wszystkie turnieje dywizji niższych od Elity MŚ zostały odwołane z powodu pandemii COVID-19.